# Moyenne puissance
Une moyenne puissance (ou puissance moyenne) est une expression utilisée dans le champ des relations internationales et de la géopolitique pour décrire des États n'étant pas des grandes puissances, mais ayant néanmoins une influence certaine au sein de la communauté internationale. Être un pays d’une puissance moyenne veut dire que ce pays tire avantage de son expertise diplomatique et de sa plus faible force militaire pour jouer un rôle de médiateur dans des conflits entre les grandes puissances mondiales.

## Concept
Ce terme fut employé pour la première fois au Canada par William Lyon Mackenzie King et Louis St-Laurent afin de décrire les nations qui avaient conservé ou développé une influence non négligeable à l’issue de la Seconde Guerre mondiale. Ainsi, à titre d’exemple, le Canada est actuellement considéré comme une puissance moyenne puisqu’elle participe activement au sein de la communauté internationale.
En effet, le Canada est tout d’abord membre de différentes alliances comme l’OTAN ou le NORAD. De plus, c’est actuellement la nation ayant le plus participé aux missions de l’ONU (missions humanitaires ou maintien de la paix) et a marqué sa présence en agissant pour la résolution de crises se trouvant loin de sa sphère d’influence (comme la crise du canal de Suez).
Le Canada n’étant pas une ancienne puissance coloniale et ayant une position neutre sur ce sujet a pu aussi gagner en influence parmi les États plus modestes, défendant activement certains de leurs intérêts auprès des autres pays des Nations unies, défendant une vision multipolaire du monde. D'ailleurs, les moyennes puissances sont d'ailleurs généralement des pays qui sont le plus attachés au multilatéralisme. 
Les puissances des différents États sont souvent évaluées en fonction de leur capacité militaire et de leur puissance économique. Ainsi, les moyennes puissances sont donc logiquement des États n’étant économiquement ni trop « gros » ni trop « petits ». Généralement, pour donner un ordre d'idée, elles sont classées parmi les trente plus grosses économies du monde sans pour autant faire partie des dix premières. Toutefois, le rayonnement d’un État de ce type peut dépendre d’autres facteurs, comme sa prééminence dans tel ou tel domaine (culturel ou scientifique par exemple).
Néanmoins, avec la fin de la guerre froide et la montée en puissance de pays en voie de développement, l’importance de ces États s’est quelque peu réduite puisque les deux grandes factions rivales (l’OTAN et le Pacte de Varsovie) ont donné naissance à d’autres alliances ou entités, à l’image de l’Union européenne, qui est un assemblage de nations, notamment de puissances moyennes (Pays-Bas, Suède et Espagne).

## Liste des puissances moyennes présumées
- Afrique du Sud[2],[3],[4],[5],[6],[7],[8]
- Algérie[9],[2],[10]
- Arabie saoudite[2],[11]
- Argentine[2],[12],[13],[14]
- Australie[2],[15],[16],[17],[18],[19],[20]
- Autriche[2]
- Belgique[2],[10],[21]
- Brésil[2],[14],[18],[22],[3],[23],[4]
- Canada[8],[2],[16],[18],[24],[25],[26],[27]
- Chili[10]
- Colombie[10]
- Corée du Sud[2],[19],[4],[28],[29],[30],[31],[32],[33],[34],[35],[36]
- Danemark[2],[24],[25]
- Égypte[12],[4],[37]
- Espagne[2],[38]
- Finlande[2]
- Grèce[39]
- Hongrie[2],[40]
- Indonésie[2],[41],[42]
- Iran[2],[43],[44],[45],[46],[4]
- Malaisie[9],[37],[41],[47]
- Mexique[2],[14],[4],[48],[49],[50]
- Maroc[2],[11]
- Nigéria[9],[2],[4]
- Norvège[2],[24],[25]
- Nouvelle-Zélande
- Pays-Bas[2],[24],[25]
- Pakistan[2],[51]
- Pérou[10]
- Philippines[52],[53]
- Pologne[2],[49],[54],[55]
- Portugal[38],[56]
- République tchèque [2]
- Roumanie[2]
- Singapour[57],[58]
- Suède[2],[16],[25],[59]
- Suisse[2]
- Taïwan[52]
- Thaïlande[52],[60]
- Turquie[2],[4],[61]
- Ukraine[54]
- Venezuela[2],[62]
- Vietnam[52],[63]